# Manoir de la Ville-Robert
Le manoir de la Ville-Robert est situé à Ruffiac en France.

## Localisation
Le manoir est situé sur le territoire de la commune de Ruffiac, au lieu-dit la Ville-Robert, dans le département du Morbihan en région Bretagne.

## Description
Le manoir date du XVIe siècle, édifice à un étage carré construit en moellon sans chaîne en pierre de taille de schiste. Toiture à longs pans recouverte d'ardoises, croupe.

## Historique
Manoir de la seconde moitié du XVIe siècle, probablement un vestige d'un édifice plus important. La chapelle, signalée par Marteville, a disparu, de même que le moulin à vent encore présent sur le cadastre de 1829. L´hébergement de la Villerobert avec sa métairie où demeure Eon Podehars, en 1427, appartenait à Jehan Ermar puis reste dans la même famille jusqu'en 1566 ; en 1666-1670, il appartient à Julien Perrichon.
Il est inscrit à l'inventaire général du patrimoine culturel.